# Зои Кастильо
Зо́и Ма́я Касти́льо (англ. Zoë Maya Castillo) — вымышленный персонаж, главная героиня компьютерных игр Dreamfall: The Longest Journey (разработанной компанией Funcom и выпущенной в 2006 году) и Dreamfall Chapters: The Longest Journey (разработана Red Thread Games, первые эпизоды выпущены в 2014 году).
Создателем персонажа и автором сценария обеих игр является Рагнар Тёрнквист.
Зои Кастильо, представленная в Dreamfall 2006 года, удостоилась многочисленных похвал от профильной прессы, в частности, попала в списки лучших женских игровых персонажей по мнению сайтов Green Pixels и Tom’s Hardware, а также была отмечена рядом других игровых изданий. В английской версии игры Зои говорит голосом актрисы Элли Конрад Ли, а в русской версии её озвучила актриса Елена Ивасишина. Зои фигурирует в сюжете Dreamfall как основной персонаж наряду с Эйприл Райан и Кианом Альване.

## Создание персонажа
В Dreamfall 2006 года Зои Кастильо предстаёт как стройная молодая двадцатилетняя девушка среднего роста, выбирающая свободный стиль в одежде. По предварительным эскизам разработчиков можно проследить, что до того, как выбрать окончательный вариант внешности Зои, её облик неоднократно изменялся. Первоначально планировалось, что девушка-главная героиня будет носить имя Мика (англ. Mica) и обладать азиатско-американскими чертами лица. Мике должно было быть шестнадцать лет. Неизменным элементом оставался цвет волос Зои — она брюнетка.
В Dreamfall Chapters облик Зои было решено изменить.

### Озвучание
В английской версии Зои говорит голосом актрисы Элли Конрад Ли (англ. Ellie Conrad-Leigh).
В русской версии Dreamfall, локализованной студией Lazy Games для компании «Новый Диск», Зои Кастильо озвучила актриса Елена Ивасишина. Русский вариант озвучивания получил положительные оценки. Известный журнал «Игромания» в опубликованной рецензии на локализацию игры отметил, что «практически все основные персонажи идеально подобраны для своих ролей, ну а голоса главных героинь — Зои и Эйприл — настолько точно передают их характеры, что местами даже превосходят свои английские аналоги».

## Характеристика персонажа

Скриншот из Dreamfall Аркадия. Игра ведётся Зои.

В Dreamfall Зои — апатичная девушка, бросившая обучение в университете и живущая со своим отцом, уважаемым учёным Габриэлем Кастильо в городе Касабланка. Характер Зои претерпевает изменения и раскрывается по мере течения игры; она находит свою жизненную цель и рискует собой ради её достижения, ради того, чтобы спасти близких. В игре упоминается, что мать Зои умерла, когда ей было девять лет. Этим объясняется, почему Зои живёт с отцом, который воспитывал её один и уделял максимум внимания, исходя из степени своей занятости. Именно профессия отца определила будущую специальность Зои — до того, как бросить университет, она училась на биоинженерном факультете.

### Развитие в Dreamfall
В первой главе Dreamfall для Зои Кастильо наступает ещё один заурядный день, похожий на все предыдущие. Необходимо проводить отца в командировку и сходить на занятия в спортзал. Единственное событие, способное несколько разбавить повседневное уныние — вечеринка с друзьями, на которую приглашена и её лучшая подруга — Оливия ДеМарко, владелица электронного магазинчика неподалёку от её дома.
Зои в очередной раз поздно просыпается и опаздывает на тренировку. Её тренер Джама Мбайе говорит, что та сильно изменилась, последнее время у неё нет никакой целеустремлённости, она живёт просто потому, что по-другому быть не может. «Что я за жалкое существо? Даже не знаю, какой сегодня день недели» — говорит Зои про себя. После тренировки Зои звонит её бывший парень, а сейчас просто хороший друг, журналист Реза Темиз и просит о встрече. В кофейне «Моко Локо», Зои рассказывает Резе о своей жизни, о том, что не знает, чего хочет и хочет ли вообще. «Я на автопилоте» — так Зои характеризует своё состояние. Реза просит её выполнить одно важное поручение, важное ему для некоего журналистского расследования. Выполнив его, Зои идёт в квартиру к Резе, но находит там лишь труп неизвестной девушки. Реза исчез.
Этот эпизод становится отправной точкой в сюжете игры. Зои хватается за эту ситуацию как за соломинку. Она находит важную цель, а именно: разыскать Резу и узнать, что с ним непременно всё в порядке. Отсюда начинается её «самое длинное путешествие» (англ. «The Longest Journey»). Сложное приключение, полное опасностей и рисков изменяет характер Зои, открывая в нём новые грани, превращая в сильную и волевую девушку; апатия отступает, героиня учится страдать, любить и чувствовать. По возвращении в Касабланку в игре звучит песня Ingvild Hasund — Rush («rush» — рус. «порыв, стремление»). Это может быть связано с изменением самой Зои, порыв и стремление спасти Резу изменяют её жизнь.

## Критика и отзывы
Зои Кастильо, представленная в Dreamfall и её «подруга» Эйприл Райан считаются одними из самых запоминающихся героинь компьютерных игр.
Игровой сайт Green Pixels, который является частью структуры IGN Entertainment, 27 января 2009 опубликовал статью под заголовком «10 Best Female Game Characters» (рус. 10 лучших женских персонажей компьютерных игр), которая представляет собой рейтинг лучших, по мнению журналистки издания, женских игровых персонажей. Зои Кастильо была помещена на пятое место. Примечательно, что первое место поделили Эйприл Райан и Дженнифер Тейт (англ. Jennifer Tate) из игры Primal.
В феврале 2007 года сайт Tom’s Hardware опубликовал собственный иллюстрированный рейтинг «The 50-Greatest Female Characters in the History of Video Games» (рус. 50 лучших женских персонажей в истории видеоигр), включив в него Зои Кастильо.
Зои Кастильо также оказалась победителем в номинации «Лучшая женская роль» на церемонии вручения наград «Игровые Оскары 2006», которую проводит популярный украинский русскоязычный журнал «Домашний ПК». Церемония представлена в форме ежегодного конкурса, в котором имеют право участвовать игроки, голосуя за лучшие кандидатуры посредством официального сайта.
Кроме того, кандидатура Зои Кастильо «участвовала» в рейтингах «The 10 Most Beautiful Video Game Babes» (рус. 10 красивейших девушек в играх) издания VoiceTamil и «Top 50 Hottest Game Babes» (рус. 50 самых горячих игровых девушек) сайта GameDaily.
Журнал PC Games Hardware в 2008 году перечислил героиню среди «112 самых важных женских персонажей в играх»..